# Plínio Pitaluga
Plínio Pitaluga (Cuiabá-MT, 13 de janeiro de 1910 - Rio de Janeiro-RJ, 17 de dezembro de 2002) foi um general e pracinha brasileiro.

## Biografia
Era filho do Major Octávio Pitaluga e Maria Nina Moreira Pitaluga. Casou-se com Maria Terezinha Vaz Pitaluga. Iniciou a carreira militar ingressando na Escola Militar de Realengo em 1928. Foi declarado Aspirante a Oficial da Arma de Cavalaria em 1934. Todas as suas promoções, a partir do posto de Major, foram por merecimento. Atingiu o generalato em agosto de 1968.
Participou da Segunda Guerra Mundial, como integrante da Força Expedicionária Brasileira, onde comandou o 1º Esquadrão de Reconhecimento Mecanizado (1944). A 1ª Divisão de Infantaria Expedicionária teve no Esquadrão de Reconhecimento uma unidade à altura das responsabilidades nesta campanha da Itália, em que participaram vitoriosamente as Armas Brasileiras. Unidade de escolta, atuou com galhardia nas operações divisionárias desenvolvidas nos Apeninos, do Reno, ao Panaro e, depois, no vale do Pó, cujo rio atravessou em cumprimento de missão, finalizando a Campanha no sopé das Cordilheiras Alpinas, em ligação com as forças francesas que operavam a noroeste da importante cidade de Turim.
O General Pitaluga era detentor de muitas medalhas e condecorações nacionais e estrangeiras: Cruz de Combate da 1ª Classe, Medalha de Campanha e de Guerra, Ordem do Mérito Tamandaré, Ordem do Mérito Santos Dumont, Medalha do Mérito Humanitário de 1ª Classe, Medalha do Tempo de Serviço Militar de Ouro, Ordem do Mérito Militar - Itália, Ordem do Mérito Militar - Argentina, Cruz de Combate com Palma - França, Medalha de Valor Militar - Itália e Medalha de Bronze - Estados Unidos. Foi também recipiente da medalha Tiradentes. A Associação de ex-combatentes do Brasil, seção Valença criou a medalha Plínio Pintaluga.
Desempenhou o cargo de Adido Militar na Argentina, entre 1967 e 1969. Depois, entre 1969 e 1972, comandou a 4ª Divisão de Cavalaria. Em seguida, foi transferido para a reserva.
Eleito, desde 1972, Presidente do Conselho Nacional da Associação dos Ex-Combatentes do Brasil, defendeu os interesses dos ex-integrantes da F.E.B. Integrou a Comitiva Presidencial por ocasião das Comemorações do 50º Aniversário do término da 2ª Guerra Mundial, realizada em Londres.
Em sua homenagem, o 15.º Regimento de Cavalaria Mecanizado, comandado por ele entre 1964 e 1966, possui a denominação histórica de "Regimento General Pitaluga". Os formandos da Escola de Sargentos das Armas de 2005 e os da Escola Preparatória de Cadetes do Exército de 2011 o homenagearam intitulado seu nome: Turma General Plínio Pitaluga.
Em Valença/RJ foi criado o Museu Capitão Pitaluga, homenagem realizada quando ainda era presidente do Conselho Nacional, tendo sido inaugurado em 13 de novembro de 2002, durante a XXIXª Convenção Nacional do Conselho Nacional da Associação dos Ex-Combatentes do Brasil, sediado em Valença-RJ. Sua criação foi resultados dos esforços em conjunto da Associação dos Ex-Combatentes do Brasil - Seção Valença e o 1º Esquadrão de Cavalaria Leve, na época comandado pelo Major Douglas, e principalmente pelos esforços pessoais do então Sgt Brandão, Cb Brandão (militares da unidade citada) e da Senhorita Elen Cristiane Guida Vasconcellos (historiadora da AECB-SV).
Faleceu no Rio de Janeiro-RJ em 17/12/2002, aos 92 anos de idade.

## Museu Capitão Pitaluga
Instalado nas dependências do prédio conhecido como “Castelinho” que no início de sua história fazia parte da Vila Leonor, antiga chácara Dr Marciano de Mello, construída em meados de 1910 e que mais tarde após a instalação do Esqd em Valença, funcionaram diversas seções e alojamentos do Esqd por muitos anos e que, após uma rigorosa reforma realizada pelos integrantes do pelotão de obras e com recursos da unidade, de colaboradores e todo o comercio valenciano o sonho se tornou realidade. O museu foi fundado em 2002.
Com a intenção de homenagear todos os integrantes do Esqd na II GM e em particular o Cap Pitaluga, seu comandante, em combate na FEB, elevar o nome do Exército na região e contribuir culturalmente com o município de Valença com reflexos nos campos turístico e sócio-econômico, o museu hoje possui diversos materiais como fotos, documentos, livros, armamentos,videoteca e equipamentos originais e algumas réplicas que foram utilizados no teatro de operações da Itália.
Seus principais objetivos são destacar os feitos históricos da Unidade, mostrar a evolução da arma de cavalaria, estimular a vocação para a carreira militar na juventude e incentivar o interesse pela preservação, conservação e guarda da memória da Unidade e sobre tudo valorizar a participação dos “pracinhas” neste conflito mundial.